# João Cunha e Silva
João Cunha e Silva (ur. 27 listopada 1967 w Lizbonie) – portugalski tenisista, reprezentant w Pucharze Davisa.

## Kariera tenisowa
Karierę zawodową Silva rozpoczął w 1987 roku, a zakończył w 2000 roku. W grze pojedynczej wygrał trzy turnieje kategorii ATP Challenger Tour.
W grze podwójnej Silva triumfował w dwóch turniejach rangi ATP World Tour, w Tel Awiwie podczas edycji z 1992 roku, stając się pierwszym Portugalczykiem, który zdobył tytuł ATP World Tour. W 1997 roku wywalczył kolejne zwycięstwo w grze podwójnej, w Casablance. Dodatkowo Silva osiągnął dwa kolejne finały z cyklu ATP World Tour.
W latach 1984–2000 reprezentował Portugalię w Pucharze Davisa, rozgrywając łącznie 77 meczów, z których w 37 zwyciężył.
W rankingu gry pojedynczej Silva najwyżej był na 108. miejscu (15 kwietnia 1991), a w klasyfikacji gry podwójnej na 72. pozycji (13 marca 1989).

### Finały w turniejach ATP World Tour
| Nazwa                        |
| ---------------------------- |
| Wielki Szlem                 |
| Igrzyska olimpijskie         |
| ATP Tour World Championships |
| ATP Masters Series           |
| ATP Championship Series      |
| ATP World Series             |

#### Gra podwójna (2–2)
| Końcowy wynik | Nr | Data                 | Turniej    | Nawierzchnia  | Partner       | Przeciwnicy                       | Wynik finału  |
| ------------- | -- | -------------------- | ---------- | ------------- | ------------- | --------------------------------- | ------------- |
| Finalista     | 1. | 5 marca 1989         | Nancy      | Twarda (hala) | Eduardo Masso | Udo Riglewski Tobias Svantesson   | 4:6, 7:6, 6:7 |
| Zwycięzca     | 1. | 18 października 1992 | Tel Awiw   | Twarda        | Mike Bauer    | Mark Koevermans Tobias Svantesson | 6:3, 6:4      |
| Finalista     | 2. | 26 marca 1995        | Casablanca | Ceglana       | Emanuel Couto | Tomás Carbonell Francisco Roig    | 4:6, 1:6      |
| Zwycięzca     | 2. | 30 marca 1997        | Casablanca | Ceglana       | Nuno Marques  | Karim al-Alami Hiszam Arazi       | 7:6, 6:2      |